# Praia do Gonzaga
Praia do Gonzaga är en strand i Brasilien.   Den ligger i delstaten São Paulo, i den sydöstra delen av landet, 900 km söder om huvudstaden Brasília. Praia do Gonzaga ligger på ön Ilha de São Vicente.